# العلاقات بين روسيا وجمهورية لوغانسك الشعبية
في 21 فبراير 2022، اعترفت روسيا باستقلال جمهورية لوغانسك الشعبية وجمهورية دونيتسك الشعبية المجاورة،  على الرغم من الادعاء سابقًا بأن الاعتراف بالدويلات سيكون انتهاكًا لاتفاقيات مينسك. الوثائق الصادرة عن جمهوريات دونيتسك ولوغانسك صالحة في روسيا منذ العام 2017. سمح هذا لمواطتي الدولتين بالعمل أو السفر أو الدراسة في روسيا. أبرم رئيس الدولة، ليونيد باسيتشنيك، اتفاقا مع روسيا لإجلاء مواطنينه إلى الأجزاء الجنوبية من روسيا.
منذ أن أقامت روسيا علاقات دبلوماسية مع لوغانسك وقع الجانبان معاهدة صداقة وتعاون ومساعدة عسكرية. منحت روسيا أكثر من 600 ألف جواز سفر روسي لمواطني الجمهوريات، ودعمت المتمردين بالأسلحة. تعترف روسيا أيضًا بالمناطق التي تسيطر عليها أوكرانيا كجزء من أراضي الجمهوريتين. كما أمرت روسيا قواتها بالعمل كقوات حفظ سلام في المناطق التي يسيطر عليها الانفصاليون في دونباس.